# Kollektivt handlande

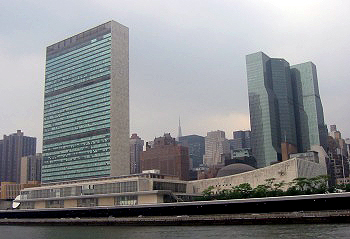
Förenta nationerna är ett försök att lösa några av de svåraste problem med kollektivt handlande som står att finna: skapandet av gemensamma nyttor för alla människor.

Kollektivt handlande är en kollektiv strävan efter att uppnå en eller flera målsättningar, involverande mer än en person. Det är en term som har blivit föremål för teoribildning inom många samhällsvetenskaper. En vanlig relaterad term är det kollektiva handlandets problem.

## Inomsociologi
Som en förklaring till sociala rörelser involverar studier i kollektivt handlande de faktorer som ger ökad social integration, liksom de faktorer som leder till avvikande beteende och konflikt. En förklaring av kollektivt handlande inom sociologi omfattar förklaring av förhållanden som är lika eller skiljer sig vid kollektivt handlande vid olika tidpunkter och i olika miljöer. Teorier om kollektivt handlande betonar hur gruppbeteenden kan kopplas till sociala institutioner. Tidigare var teorier och begrepp standardiserade i mindre grad, men på senare år har framför allt inflytande från nationalekonomi bidragit till mer standardiserade begrepp och större tonvikt vid rationalistisk, formell teori.

## Inomstatsvetenskapochnationalekonomi
Den ekonomiska teorin om kollektivt handlande eller det kollektiva handlandets problem intresserar sig för tillgodogörande av kollektiva nyttigheter genom samarbete hos två eller fler individer, och för effekten av externaliteter på gruppbeteende. Grundproblemet är att individuella vinster eller nyttor ofta är för liten för att motivera samarbete, även om samarbetet leder till större vinst för individerna efter det att samarbetet väl kommit till stånd. Problemet beror på svårigheter med att straffa fripassagerare samt på kostnader med att informera, kommunicera mellan och samordna alla deltagare.
Teorin räknas ofta som en del av public choice-litteraturen. Det teoretiska grundarbetet vad avser kollektivt handlande i dess ekonomiska betydelse genomfördes av Ronald Coase med verket "The Nature of the Firm" (1937), som introducerade det centrala begreppet transaktionskostnad för att förklara storleken hos företag. Coase fortsatte beröra problemet i boken "The Problem of Social Cost" (1960). Vidare har även Mancur Olsons bok The Logic of Collective Action: Public Goods and the Theory of Groups stor betydelse. Det är oftast detta verk som refereras när problem med kollektivt handlande diskuteras.  Olsons teori utforskar det marknadsmisslyckande där individuell konsumentnytta och företags vinstmotiv inte leder till effektivt skapande av gemensamma nyttigheter. Det vill säga, när en annan nivå på de kollektiva nyttigheterna skulle skapa större nytta till lägre social kostnad.
Utöver ekonomi, så har teorin funnit många applikationer inom statsvetenskap, sociologi, antropologi och miljöforskning.

### När de få utnyttjar de många

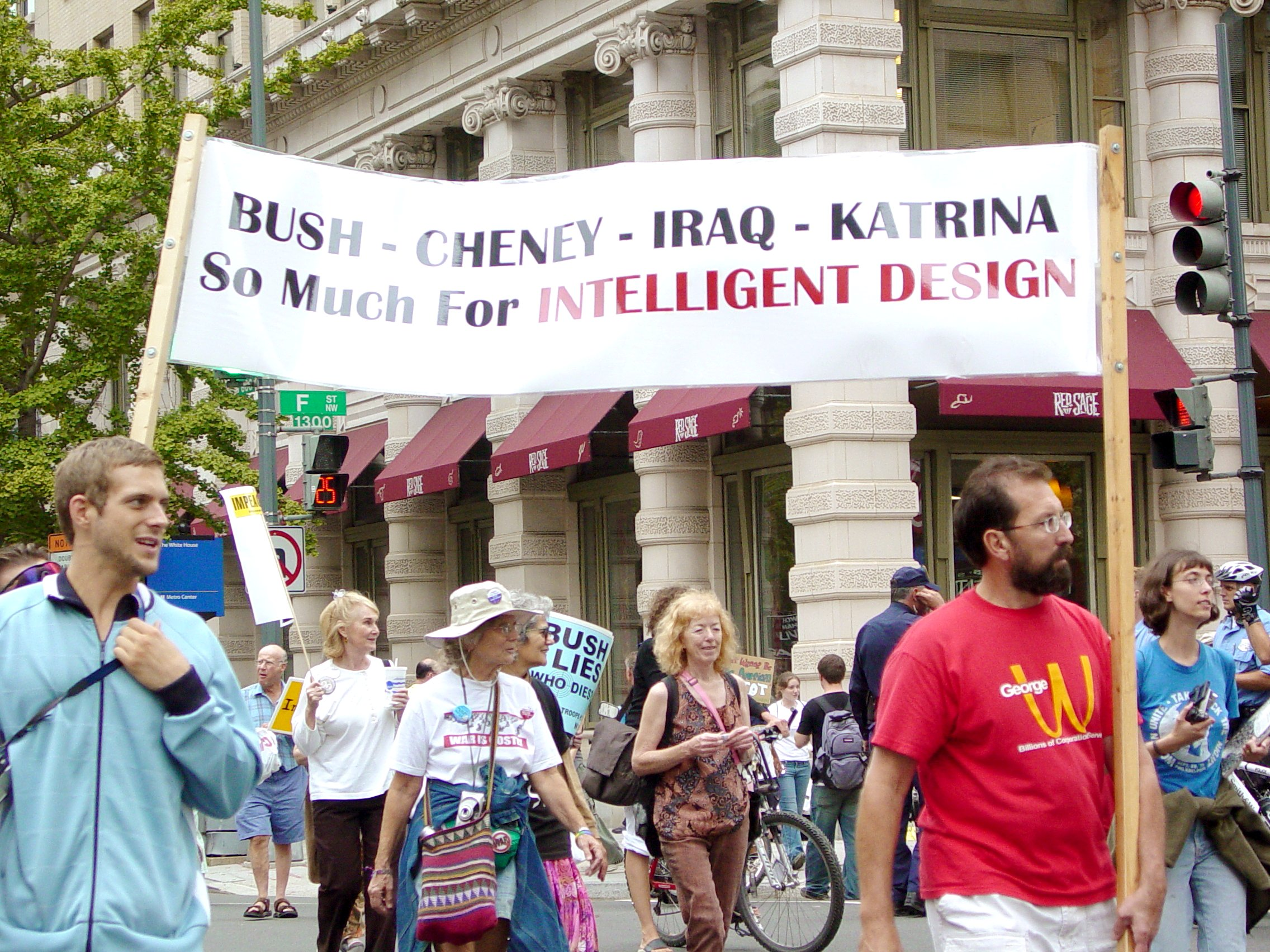
Demonstrationer är en typ av kollektivt handlande som kan vara svårt att få till stånd trots att många individer gynnas av den fråga som drivs. Bilden visar en antikrigsprotest i Washington, D.C. i USA 24 september 2005.

Mancur Olson visade att individuella rationella val leder till situationer där individer med större resurser eller som ingår i större grupper kommer att bära en större börda för att tillhandahålla gemensamma nyttigheter än fattigare individer eller de som tillhör fåtaliga grupper. Fattigare individer har oftast få möjligheter att maximera sin nytta utöver att använda gratisåkar-strategier. Det vill säga, de kommer att försöka dra nytta av kollektiva nyttigheter utan att själva bidra till dem. Detta uppmuntrar underproduktion (ineffektiv produktion) av den kollektiva nyttan.
Teorin om kollektivt handlande ger den icke-intuitiva insikten att relativt sett mindre grupper har lättare att erövra makt än större grupper. På samma sätt har grupper som redan är klart avgränsade lättare att erövra inflytande än grupper som är diffusa eller saknar identitet. Ett exempel på det detta är etniska minoritetsgrupper i förhållande till majoriteten. De etniska minoriteterna är inte bara färre, och möter därmed lägre transaktionskostnader i själva samarbetet. De har även en klarare avgränsad identitet som gör det lättare att identifiera och aktivera ingående individer. Problemet med att mindre grupper kan samordna sig, medan större inte kan det, kan leda till situationer av asymmetrisk maktfördelning, korruption och rent-seeking.  
I Sverige har teorin framför allt kopplats till en diskussion om särintressen. Teorin förklarar varför ett särintresse kan ha lättare att få igenom sitt förslag än motsvarande allmänintresse. I statsvetenskaplig litteratur diskuteras problematiken ofta i samband med nedgången hos korporativa samarbetsmodeller som genom sin centralisering lättare kan motverka särintressen.

### Institutionell design
Den vanligaste lösningen på problem med kollektivt handlande är att sätta upp politiska institutioner, regleringar eller gemensamma normer.  
Medan kollektiva nyttigheter ofta tillhandahålls mest effektivt av myndigheter, så stämmer detta inte alltid. Olika institutionella designer har studerats med målet att reducera misslyckandet i förmågan att handla kollektivt. Den bästa designen för en given situation beror på produktionskostnaderna, nyttofunktionen, och samarbetseffekterna, bland andra förhållanden. Ett fall gäller gemensamma produkter. En gemensam produktionsmodell analyserar samarbetseffekten av att föra samman en privat vara med en kollektiv vara. Till exempel kan en skattereduktion (privat vara) kopplas till en välgörenhetsdonation (gemensam nytta). I vissa teoretiska modeller ökar tillhandahållandet av kollektiva varor när de kopplas till privata varor, så länge den privata varan tillhandahålls av ett monopol (i annat fall skulle den privata varan tillhandahållas av en konkurrent utan varans koppling till den gemensamma nyttan).
Ett ytterligare exempel är klubbar. Viss institutionell design, exempelvis immaterialrätter, kan introducera en exkluderingsmekanism och förvandla en kollektiv nyttighet till en semi-kollektiv nyttighet. Så länge kostnaderna för exkluderingsmekanismen inte är högre än nyttan med samarbetet (uteslutandet av andra), kan det uppstå klubbar. Buchanan har visat att klubbar kan vara ett effektivt alternativ till centrala myndigheter. En nation kan ses som en klubb vars medlemmar är dess medborgare. Staten är då klubbens ägare. Ett tredje exempel är decentraliserade strukturer. Teorin om kollektivt handlande innebär att samarbete är lättare att få till stånd i mindre grupper än i större. Det bidrar till att förklara varför många politiska och organisatoriska strukturer är uppdelade i flera nivåer. Wikipedia är ett exempel; det mest intensiva samarbetet sker på nivån av enskilda sidor - det kräver färre deltagare än för encyklopedin som sådan. Av samma skäl är samarbete på wikibooks svårare att upprätthålla.

## Inom filosofi
Över de senaste tjugo åren eller så har analytiska filosofer utforskat naturen hos kollektivt handlande i bemärkelsen handla tillsammans, till exempel när människor målar ett hus tillsammans, promenerar tillsammans, eller genomför en passning i en sport. Just dessa exempel har varit centrala för tre av de filosofer som har gett välkända bidrag till litteraturen på området Michael Bratman, Margaret Gilbert, och John Searle. 
I Gilbert (1989) och i senare artiklar och bokkapitel (Gilbert 2006), argumenteras för en syn på kollektivt handlande där begreppet vilar på en särskild sorts interpersonellt åtagande. Det är vad Gilbert kallar för "gemensamt åtagande" (joint commitment). Ett gemensamt åtagande i Gilberts mening är inte fråga om flera personliga åtaganden som skapats oberoende av var och en av deltagarna, såsom när var och en tar sitt beslut att göra något. Istället är det ett enda åtagande till vars skapande varje deltagare ger ett bidrag. Tänk dig att en person säger "ska vi ta en promenad?" och den andra säger "Ja, låt oss göra det." Gilbert föreslår att som resultat av det utbytet har deltagarna gemensamt åtagit sig att ta en promenad. Gemensamma åtaganden kan skapas mindre explicit och genom processer som tar längre tid. En fördel med en syn på kollektivt handlande som resultat av "gemensamma åtaganden", enligt Gilbert, är att det förklarar att de som promenerar tillsammans, till exempel, förstår att bägge har rätt att kräva rättande åtgärder av den andra om han eller hon handlar så att slutförandet av promenaden hotas. I Gilbert (2005) diskuterar hon relevansen av gemensamma åtaganden för kollektiva handlingar i ljuset av teori om rationella val.
Searle (1990) argumenterar för att det centrala för kollektivt handlande är närvaron inom varje deltagare av en "vi-intention". Searle ger ingen närmare beskrivning av vi-intentioner, eller som han uttrycker det, kollektiv intentionalitet, men han insisterar på att de är analytiskt skilda från "jag-intentioner" som styr handlandet hos personer som agerar enskilt.
Bratman (1993) föreslår - förenklat - att två personer "delar en intention" att måla ett hus tillsammans när var och en hyser avsikten att huset målas som resultat av bägges handlande, samt att de även avser att det målas på detta sätt som resultat av intentionen hos var och en att det så målas. Att dessa förhållanden uppnåtts måste även vara "allmänkunskap" mellan deltagarna.
Diskussionen inom området fortsätter att utvecklas, och har påverkat diskussioner inom andra discipliner, inklusive antropologi, utvecklingspsykologi och nationalekonomi. En allmän fråga är om det är nödvändigt att tänka i termer som går bortom de individuella intentionerna hos människor för att kunna karaktärisera vad det innebär att handla gemensamt. Bratmans version går inte bortom sådana personliga motiv. Gilberts version, med dess poängterade av gemensamma åtaganden, går däremot bortom dessa. Det gör även Searles version, med dess fokus på kollektiv intentionalitet. Frågan om och hur man bör ta hänsyn till existensen av reciproka skyldigheter när det finns en kollektiv intention är ytterligare ett spörsmål inom detta område.